# Кольонія-Верушовська
Кольонія-Верушовська (пол. Kolonia Wieruszowska) — село в Польщі, у гміні Частари Верушовського повіту Лодзинського воєводства.